# Jardim Botânico (Rio de Janeiro)
Jardim Botânico è un quartiere (bairro) della Zona Sud della città di Rio de Janeiro in Brasile.
È uno dei quartieri della zona benestante di Rio de Janeiro, prevalentemente residenziale di classe alta e medio-alta.
In esso si trovano la sede di Tv Globo, una delle più importanti emittenti nazionali del Brasile, e la sede dello storico Parco del Giardino Botanico.

## Amministrazione
Jardim Botânico fu istituito come bairro a sé stante il 23 luglio 1981 come parte della Regione Amministrativa VI - Lagoa  del municipio di Rio de Janeiro.